# Maxime Lenssens
Maxime Lenssens (Gent, 22 juni 1976) is een Belgische drummer en producer.
Hij woont in Brussel en is vooral bekend als drummer bij onder anderen Zap Mama, Axelle Red, Arsenal, Rokia Traoré, Garland Jeffreys featuring Lou Reed, Chris Whitley en Tom Robinson.
Hij is ook in het jazzmilieu actief met onder andere het jazz concept 'McSim 3'. Hij speelde onder meer met Linley Marthe, Reggie Washington, Tony Levin, Jeroen Van Herzeele, Tutu Puoane, Erik Vermeulen en Erwin Vann.
Hij is te horen op een vijftiental albums, ander andere met Arsenal, Marco Locurcio, Dominique Vantomme en Daddy Waku. Hij is docent in binnen- en buitenland met onder meer projecten in Mali en Kenia. 
Ook als producer en componist werkte hij met verschillende artiesten waaronder TK Russel en het theatergezelschap Action Zoo Humain.